# Sarcoma pleomorfo indifferenziato
Il sarcoma pleomorfo indifferenziato, precedentemente conosciuto come istiocitoma fibroso maligno, è una neoplasia classificata tra i sarcomi dei tessuti molli.
È considerata una diagnosi di esclusione per i sarcomi che non possono essere classificati con maggiore precisione. Altri sarcomi sono tumori che si formano nelle ossa e nei tessuti molli, inclusi muscoli, grasso, vasi sanguigni, vasi linfatici e tessuto fibroso (come tendini e legamenti).

## Presentazione
Il tumore si verifica più comunemente nelle estremità e nel retroperitoneo, ma sono state riportate localizzazioni anche in altri siti. Le metastasi si verificano più frequentemente nei polmoni (90%), nelle ossa (8%) e nel fegato (1%).
Alle estremità si presenta come una massa indolore, ingrossata, dei tessuti molli.

## Diagnosi
Può essere rilevato dalla risonanza magnetica (MRI), ma è necessaria una biopsia per la diagnosi definitiva. I risultati della risonanza magnetica mostrano tipicamente una massa scura ben circoscritta in T1 e luminosa in T2. È spesso presente necrosi centrale identificabile mediante tecniche di imaging, specialmente nelle masse più grandi.

### Patologia
Il sarcoma pleomorfo è per definizione, indifferenziato, nel senso (come suggerisce il nome) che non ha alcuna somiglianza con nessun tessuto normale.
L'istomorfologia, invece, è caratterizzata da elevata cellularità, marcato pleomorfismo nucleare, solitamente accompagnato da abbondante attività mitotica (comprese le mitosi atipiche), e una morfologia a cellule fusiformi. La necrosi è comune e caratteristica delle lesioni di alto grado.

## Trattamento
Il trattamento consiste nell'escissione chirurgica (la cui estensione varia dall'escissione del tumore all'amputazione dell'arto, a seconda del tumore) e nella quasi totalità dei casi, la radioterapia. Le radiazioni eliminano la necessità di amputazione degli arti e vi sono che dimostrano tassi di sopravvivenza equivalenti. Le radiazioni possono essere erogate sia prima che dopo l'intervento, a seconda delle raccomandazioni del medico. Le radiazioni possono essere omesse per tumori asportati di stadio I di basso grado con >1cm di margine L'uso della chemioterapia rimane controversa nella gestione della malattia.
La sede abituale della malattia metastatica sono i polmoni e, se possibile, le metastasi dovrebbero essere resecate. Le metastasi polmonari non operabili possono essere trattate con radioterapia stereotassica corporea (SBRT) con un eccellente controllo locale. Tuttavia, né la chirurgia né l'SBRT impediranno l'insorgenza di ulteriori metastasi in altre parti del polmone. Pertanto, il ruolo della chemioterapia deve essere ulteriormente esplorato per affrontare le metastasi sistemiche.

## Prognosi
La prognosi dipende dal grado del tumore primario (aspetto al microscopio valutato da un patologo), dalle dimensioni, dalla resecabilità (se può essere completamente rimosso chirurgicamente) e dalla presenza di metastasi. Il tasso di sopravvivenza a cinque anni è dell'80%. È stato dimostrato che alti livelli di espressione del gene AMPD2 sono correlati con una scarsa sopravvivenza del paziente e a un fenotipo tumorale proliferativo.

## Epidemiologia
È considerato il sarcoma dei tessuti molli più comune della tarda età adulta. Raramente si verifica nei bambini. Si verifica più spesso nei caucasici che nelle persone di origine africana o asiatica ed è una malattia prevalentemente maschile, con un rapporto di 2:1.

## Trasmissione
Un sarcoma pleomorfo indifferenziato è stato trapiantato da un paziente a un chirurgo quando questi si è ferito alla mano durante un intervento.